# Josh Campbell
Josh Campbell (Edimburgo, 6 maggio 2000) è un calciatore scozzese, centrocampista dell'Hibernian.

## Carriera

### Club
Ha giocato nella prima divisione scozzese.

### Nazionale
Ha giocato nella nazionale scozzese Under-21.

## Statistiche

### Presenze e reti nei club
Statistiche aggiornate al 17 maggio 2025.
| Stagione            | Club             | Campionato       | Campionato | Campionato | Coppe nazionali | Coppe nazionali | Coppe nazionali | Coppe continentali | Coppe continentali | Coppe continentali | Supercoppe | Supercoppe | Supercoppe | Totale | Totale |
| Stagione            | Club             | Comp             | Pres       | Reti       | Comp            | Pres            | Reti            | Comp               | Pres               | Reti               | Comp       | Pres       | Reti       | Pres   | Reti   |
| ------------------- | ---------------- | ---------------- | ---------- | ---------- | --------------- | --------------- | --------------- | ------------------ | ------------------ | ------------------ | ---------- | ---------- | ---------- | ------ | ------ |
| gen.-mag. 2019      | Airdrieonians    | SL1              | 14         | 0          | SC+CdL          | 1+0             | 0               | -                  | -                  | -                  | SCC        | -          | -          | 15     | 0      |
| lug.-ago. 2019      | Hibernian        | PL               | 0          | 0          | SC+CdL          | 0+2             | 0               | -                  | -                  | -                  | -          | -          | -          | 2      | 0      |
| ago. 2019-gen. 2020 | Arbroath         | SC               | 9          | 0          | SC+CdL          | 1+0             | 0               | -                  | -                  | -                  | -          | -          | -          | 10     | 0      |
| set. 2020-2021      | Edinburgh        | SL2              | 20+4       | 7+2        | SC+CdL          | 3+4             | 1+0             | -                  | -                  | -                  | SCC        | 0          | 0          | 31     | 10     |
| 2021-2022           | Hibernian        | PL               | 26         | 1          | SC+CdL          | 4+2             | 0               | UECL               | 3                  | 0                  | -          | -          | -          | 35     | 1      |
| 2022-2023           | Hibernian        | PL               | 36         | 8          | SC+CdL          | 1+4             | 0+1             | -                  | -                  | -                  | -          | -          | -          | 41     | 9      |
| 2023-2024           | Hibernian        | PL               | 19         | 3          | SC+CdL          | 0+3             | 0               | UECL               | 5                  | 2                  | -          | -          | -          | 27     | 5      |
| 2024-2025           | Hibernian        | PL               | 33         | 4          | SC+CdL          | 3+5             | 0               | -                  | -                  | -                  | -          | -          | -          | 41     | 4      |
| Totale Hibernian    | Totale Hibernian | Totale Hibernian | 114        | 16         |                 | 24              | 1               |                    | 8                  | 2                  |            | -          | -          | 146    | 19     |
| Totale carriera     | Totale carriera  | Totale carriera  | 161        | 25         |                 | 33              | 2               |                    | 8                  | 2                  |            | -          | -          | 202    | 29     |